# Хьеллер
Хьеллер (Кьеллер) (норв. Kjeller) — посёлок в Норвегии, в 25 км к северо-востоку от Осло.

## Организации
В Хьеллере расположены:
- Аэропорт

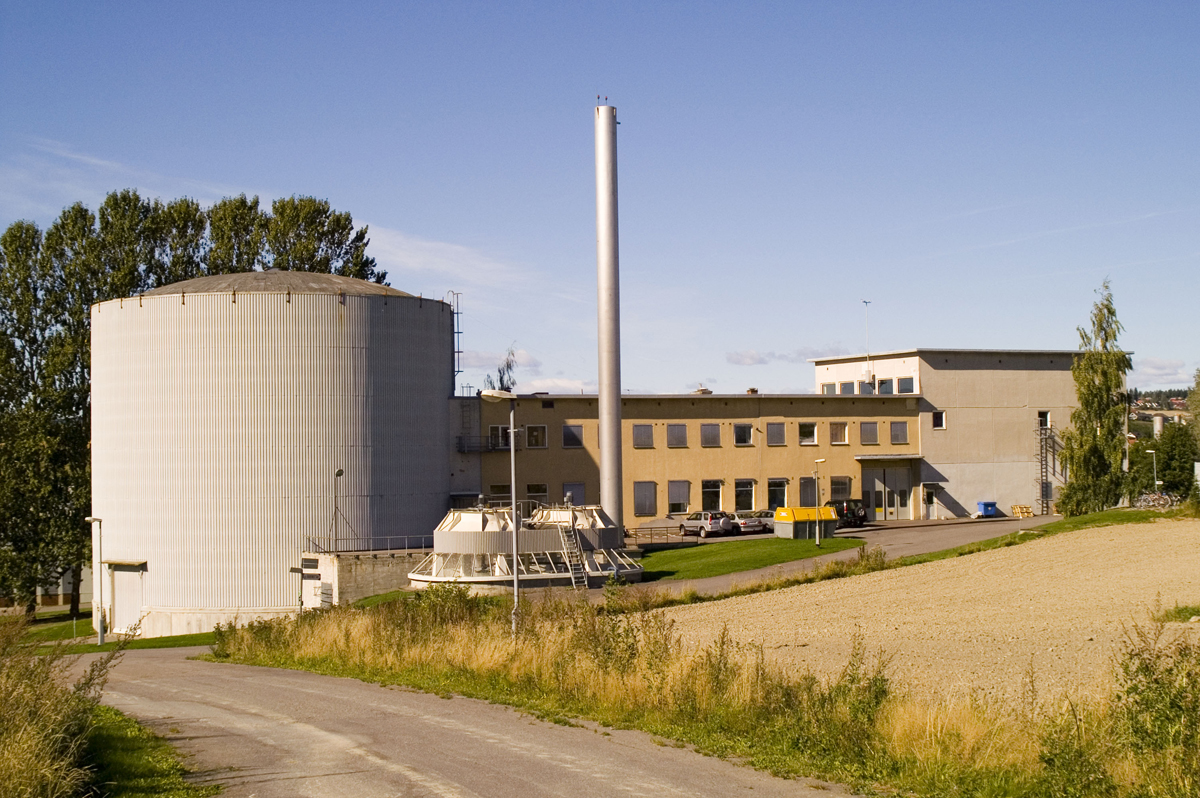
JEEP II реактор в Хьеллере - инструмент физических исследований

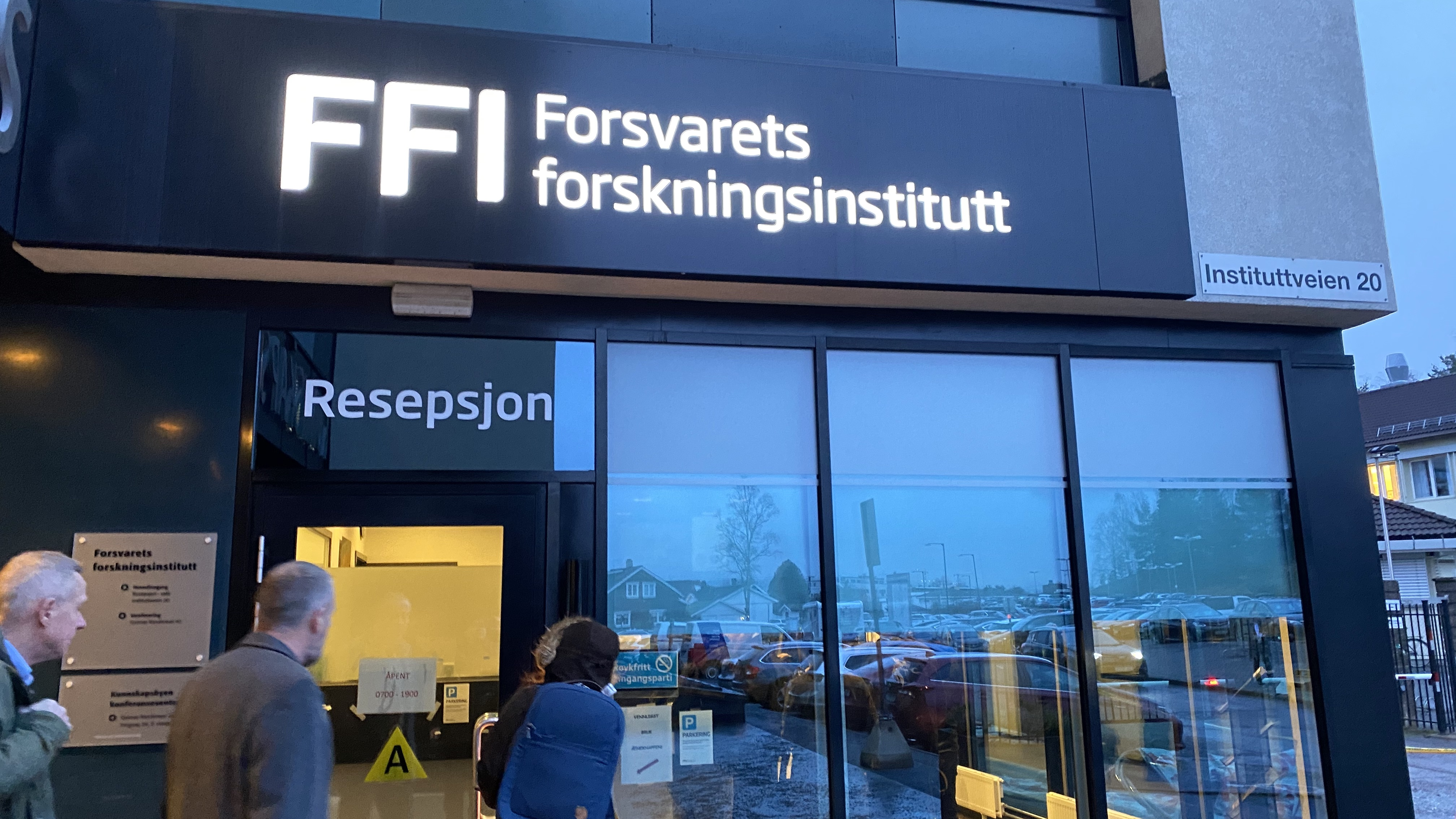
FFI в Хьеллере

- Норвежская оборонная логистическая организация (Norwegian Defence Logistic Organization, FLO)
- Норвежская организация оборонных исследований (The Norwegian Defence Research Establishment, FFI)
- Институт энергетических технологий (The Institute for Energy Technology (IFE))
- Норвежский институт воздушных исследований (Norwegian Institute for Air Research)
- Норвежское Бюро стандартизации (The Norwegian Standardisation Bureau)
- Университетский центр (UNIK)
- Колледж прикладных наук (Oslo and Akershus University College of Applied Sciences)
- Норвежская сейсмическая группа (NORSAR)[1].